# پایین‌محله گیلده
پایین‌محله گیلده، روستایی از توابع بخش کیاشهر شهرستان آستانه اشرفیه در استان گیلان ایران است.
روستای گیلده پایین دارای طبیعت بکر رودخانه، آبندان طبیعی، جنگل طبیعی آبخیز از درختان توسکا و شالیزارهای سرسبز می‌باشد اهالی روستای گیلده بصورت خودجوش در سال ۱۳۹۷ طرح کاشت ۱۰۰۰ نهال نارنج و در سال ۱۳۹۹ کاشت نهال‌های چنار را در سراسر روستا عملیاتی کردند که نمای خاصی به خیابان و کوچه‌های آن منطقه داده‌است و این روستا نگین سبز و دلنواز منطقه نیز محسوب می‌شود.
شغل مردم روستای گیلده کشاورزی (برنج کاری) می‌باشد.
برنج روستای گیلده از مرغوبیت خاصی برخوردار می‌باشد، مرغوبیت برنج روستای گیلده به دلیل موقعیت جغرافیایی آب و خاک مناسب جلگه ای آن می‌باشد که متقاضیان زیادی سالانه از سراسر کشور برای تهیه این محصول به روستای گیلده مراجعه می‌کنند.
روستای گیلده پایین دارای اولین شرکت تعاونی توسعه روستایی در سطح استان گیلان می‌باشد که از این خدمات عمومی در جهت توسعه و افزایش تولیدات و محصولات روستایی و عرضه مستقیم و بدون واسطه محصولات با کیفیت به دست مصرف‌کنندگان و خانوار در سطح کشور انجام می‌شود.
شرکت تعاونی توسعه روستایی افق طلائی گیلده در سال ۱۳۹۸ توسط آقای سید حمید نبوی گیلده و آقای حسین عسکری گیلده با هدف افزایش تولید و اشتغال و رونق اقتصادی روستا تأسیس شد.

## جمعیت
این روستا در دهستان دهکاء قرار دارد و براساس سرشماری مرکز آمار ایران در سال ۱۳۸۵، جمعیت آن ۴۷۳ نفر (۱۴۴خانوار) بوده‌است.